# 旭川東警察署
旭川東警察署（あさひかわひがしけいさつしょ、英語：Asahikawa East Police Stations，Asahikawa Area，Hokkaido）は、北海道旭川市の市街地東部に位置する、北海道警察旭川方面本部が管轄する警察署の一つである。

## 管轄区域
- 旭川市のうち、
  - 石狩川（上流端から牛朱別川との合流点までの間の部分に限る。）、牛朱別川（石狩川との合流点からＪＲ北海道宗谷本線との交点までの間の部分に限る。）、ＪＲ北海道宗谷本線（牛朱別川との交点から新成橋通との交点までの間の部分に限る。）、新成橋通（ＪＲ北海道宗谷本線との交点から南6条通との交点までの間の部分に限る。）、南6条通（新成橋通との交点から大雪通との交点までの間の部分に限る。）、大雪通（南６条通との交点から忠別川との交点までの間の部分に限る。）、忠別川（大雪通との交点から美瑛川との合流点までの間の部分に限る。）、美瑛川（忠別川との合流点から西神楽南13号と神居町神華との境界線との交点までの間の部分に限る。）、西神楽南13号と神居町神華との境界線、新開と神居町神華との境界線及び新開と神居町御料との境界線以東の区域
- 上川郡
  - 東神楽町、当麻町、愛別町、上川町、東川町、美瑛町 ‐ (上川総合振興局管内)

## 所在地
- 北海道旭川市1条通25丁目487番地6
- 所在機関
  - 北海道警察旭川方面本部
  - 警察庁北海道情報通信部旭川方面情報通信部

## 沿革
- 1984年（昭和59年）2月1日：旭川警察署の管轄区域を分割して旭川東警察署を新設。

## 組織
- 署長
- 副署長
  - 警務課（警務係、犯罪被害者支援係、相談係）
  - 留置管理課（管理係）
  - 会計課（会計係）
- 刑事・生活安全官
  - 刑事第一課（強行犯係、鑑識係）
  - 刑事第二課（知能犯係、組織犯罪対策係、薬物銃器対策係）
  - 刑事第三課（指導係、盗犯係）
  - 生活安全課（生活安全係、少年係、生活経済・保安係、許可係）
- 地域官
  - 地域課（企画係、指令係、実務指導係、地域係、自動車警ら係）
- 交通官
  - 交通第一課（企画・規制係、指導係）
  - 交通第二課（捜査係）
- 警備課（公安係、外事係、警備係）

## 交番・駐在所および所在地

### 旭川市
- 神楽交番（神楽4条3丁目2-5）
- 金星交番（東3条5丁目1-39）
- 大雪通交番（大雪通4-505-1）
- 東光交番（東光12条4丁目2-21）
- 豊岡交番（豊岡3条3丁目5-13）
- 永山交番（永山2条17丁目2-18）
- 永山西交番（永山2条7丁目1-45）
- 東旭川交番（東旭川南1条3丁目2-9）
- 緑が丘交番（緑が丘1条2丁目1-2)
- 宮前交番  (宮前1条４丁目)(2023年9月1日に南町交番と二条通交番を統合して新設)
- 旭山駐在所（東旭川町日の出271-3）
- 旭正駐在所（東旭川町旭正214-3）
- 千代ヶ岡駐在所（西神楽2線25号474-3）
- 西神楽駐在所（西神楽北1条2丁目604-1）
  - 南町交番（南6条通21丁目1978-14）(2023年8月31日廃止)
  - 二条通交番（2条通18丁目916）(2023年8月31日廃止)

### 愛別町
- 愛別駐在所（字本町346）
- 愛山駐在所（字愛山728-7）

### 上川町
- 上川交番（北町69-1）
- 層雲峡駐在所（字層雲峡）

### 当麻町
- 当麻駐在所（4条東2丁目1-17）
- 宇園別駐在所（宇園別2区）

### 美瑛町
- 美瑛交番（中町4）

### 東神楽町
- 東神楽駐在所（北1条西1丁目7-6）
- 志比内駐在所（字志比内72）
- 旭川空港警備派出所（東2線16−98旭川空港ターミナル内）

### 東川町
- 東川駐在所（北町1-2-1）
- 東川西駐在所（西町8丁目南2-11)

## その他
- 2011年から課長に警視、その下に統括官の警部を配置した。
- 2012年から各課の統括官を課長代理に改称した。
- 2013年から各課の課長に警部を充てて、課の再編を行った。